# Граф Битти
Граф Битти (англ. Earl Beatty) — наследственный титул в системе Пэрства Соединённого королевства. Он был создан 27 сентября 1919 года для адмирала флота Дэвида Битти (1871—1936). Одновременно с графским титулом он получил титулы барона Битти Северного моря и из Бруксби в графстве Лестер, и виконта Бродэйла из Уэксфорда в графстве Уэксфорд (пэрство Соединённого королевства).
Виконт Бродэйл — титул учтивости старшего сына и наследника графа Битти.
В 1936 году ему наследовал его старший сын, Дэвид Филд Битти, 2-й граф Битти (1905—1972). Будучи членом консервативной партии, он представлял в Палате общин Пекхэм (1931—1936), и занимал пост заместителя министра авиации в правительстве Уинстона Черчилля (1945).
По состоянию на 2025 год, обладателем графского титула является его старший сын, Дэвид Битти, 3-й граф Битти (род. 1946), наследовавший отцу в 1972 году.

## Графы Битти (1919)
- 1919—1936: Ричард Дэвид Битти, 1-й граф Битти (17 января 1871 — 11 марта 1936), второй сын капитана Дэвида Лонгфилда Битти (1841—1904);
- 1936—1972: Дэвид Филд Битти, 2-й граф Битти (22 февраля 1905 — 10 июня 1972), старший сын предыдущего;
- 1972 — настоящее время: Дэвид Битти, 3-й граф Битти (род. 21 ноября 1946), единственный сын предыдущего от первого брака;
  - Наследник: Шон Дэвид Битти, виконт Бродэйл (род. 12 июня 1973), старший сын предыдущего, поэт и художник;
    - Наследник наследника: достопочтенный Орландо Томас Битти (род. 17 ноября 2003), старший сын предыдущего.

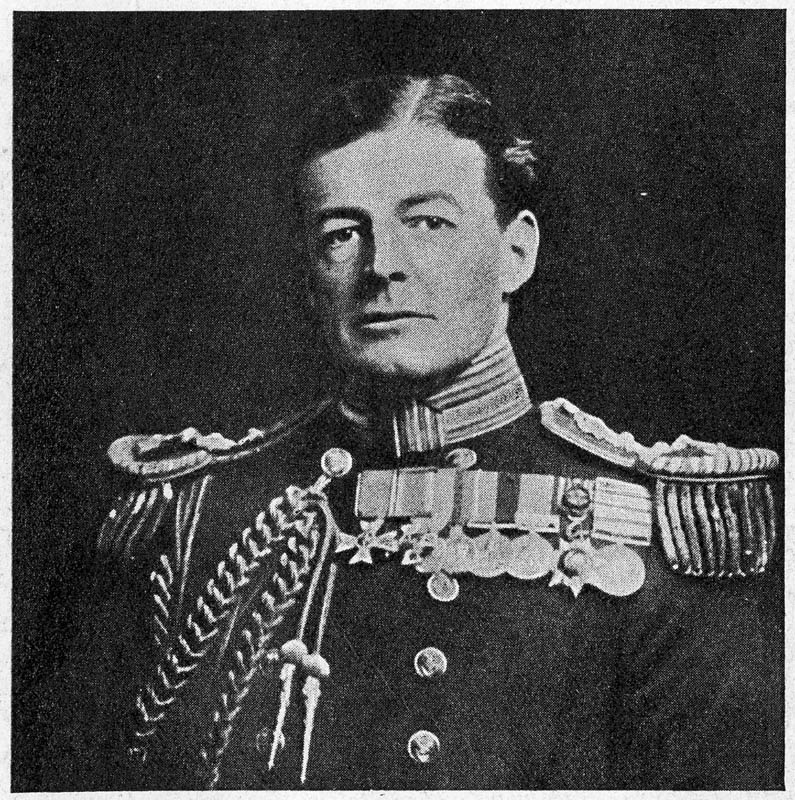
Адмирал Дэвид Битти, 1-й граф Битти (1871—1936)